# Hydroporus dobrogeanus
Hydroporus dobrogeanus là một loài bọ cánh cứng trong họ Bọ nước. Loài này được Ienistea miêu tả khoa học năm 1962.